# Dorsum Arduino
Dorsum Arduino – grzbiet na powierzchni Księżyca o długości około 107 km. Znajduje się na współrzędnych selenograficznych ☾ 24,9°N 35,8°W/24,900000 -35,800000. Dorsum Arduino znajduje się na obszarze pomiędzy Oceanus Procellarum a Mare Imbrium.
Nazwa grzbietu została nadana w 1976 roku przez Międzynarodową Unię Astronomiczną i pochodzi od Giovanniego Arduino (1714-1795), włoskiego geologa.